# 閃ウラン鉱
閃ウラン鉱（せんウランこう、uraninite）は、二酸化ウラン (UO2) よりなる鉱物。等軸晶系、硬度は 5 - 6、比重は 7.5 - 10。硫酸、硝酸、フッ化水素酸に可溶。
全ての閃ウラン鉱は、ウランが崩壊した結果として少量のラジウムを含む。また、少量のトリウム、希土類なども含む。
ウランは、1789年にマルティン・ハインリヒ・クラプロートによりこの鉱物から初めて発見された。

## 用途
ウランの原料として使用される。

## ピッチブレンド
変種ピッチブレンド（pitchblende、瀝青ウラン鉱）は、塊状の閃ウラン鉱（非晶質）。ピッチ状の油脂光沢を持つことから命名された。